# DSV Troppau
DSV Troppau (celým jménem Deutscher Sportverein Troppau ) byl sportovní klub z Opavy, který vycházel z původního fotbalového klubu Troppauer FV (Troppauer Fussballverein). Kromě fotbalu se klub věnoval ještě tenisu, lednímu hokeji a lehké atletice.

## Historie
DSV Troppau byl založen jako Troppauer FV v roce 1907 fotbalovými nadšenci z Opavy a okolí. O dva roky později, v roce 1909, se Troppauer FV sloučil s cyklistickým klubem a vytvořil DSV Troppau. Ve stejném roce, 1909, otevřel klub své fotbalové hřiště známé jako "DSV-Platz", které se nacházelo v místech dnešního Městského stadionu. Klub byl do roku 1913 členem Rakouského fotbalového svazu (Österreichischer Fußball-Bund), od roku 1913 nově založeného Německého fotbalového svazu pro Moravu a Slezsko (Deutscher Fußball-Verband für Mähren und Schlesien). V letech 1912 až 1914 se DSV Troppau stal třikrát moravskoslezským šampionem.
Ve dvacátých a na začátku třicátých let byl klub neúspěšný. I přesto na zápasy přicházelo více než 2 000 diváků, kteří většinou sledovali porážku.
V roce 1939 se německé kluby z Opavy, stejně jako DSV Troppau, staly součástí NSTG Troppau.
SFC Opava byl založen jako nástupnický klub v roce 1945.

## Hřiště
Jako domácí hřiště sloužil tzv. "DSV-Platz", který se nacházel v místech dnešního Městského stadionu.

## Úspěchy
- 3 × Moravskoslezský mistr: 1912, 1913, 1914